# 東吉野村

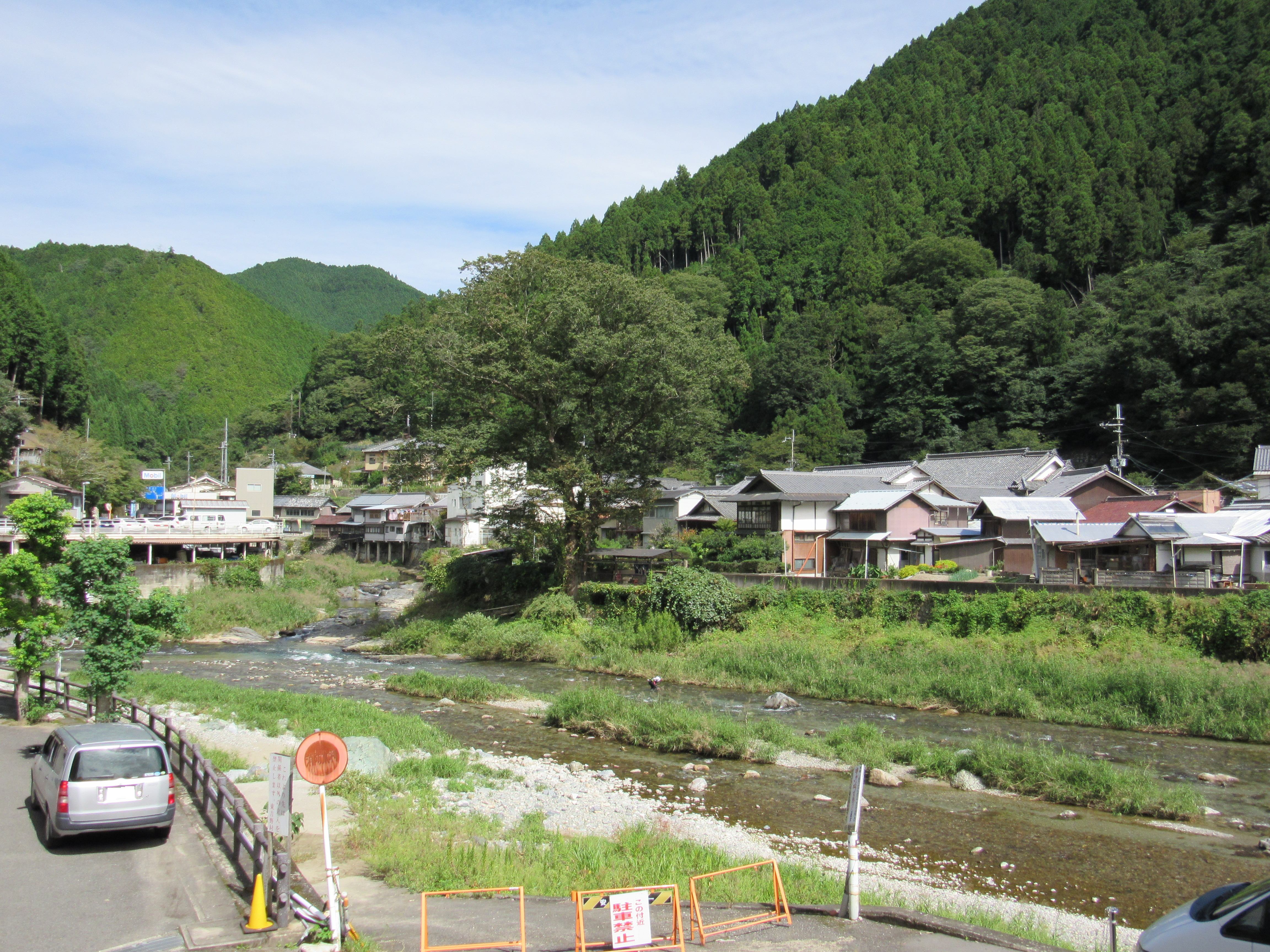
東吉野村中心部、鷲家口地区

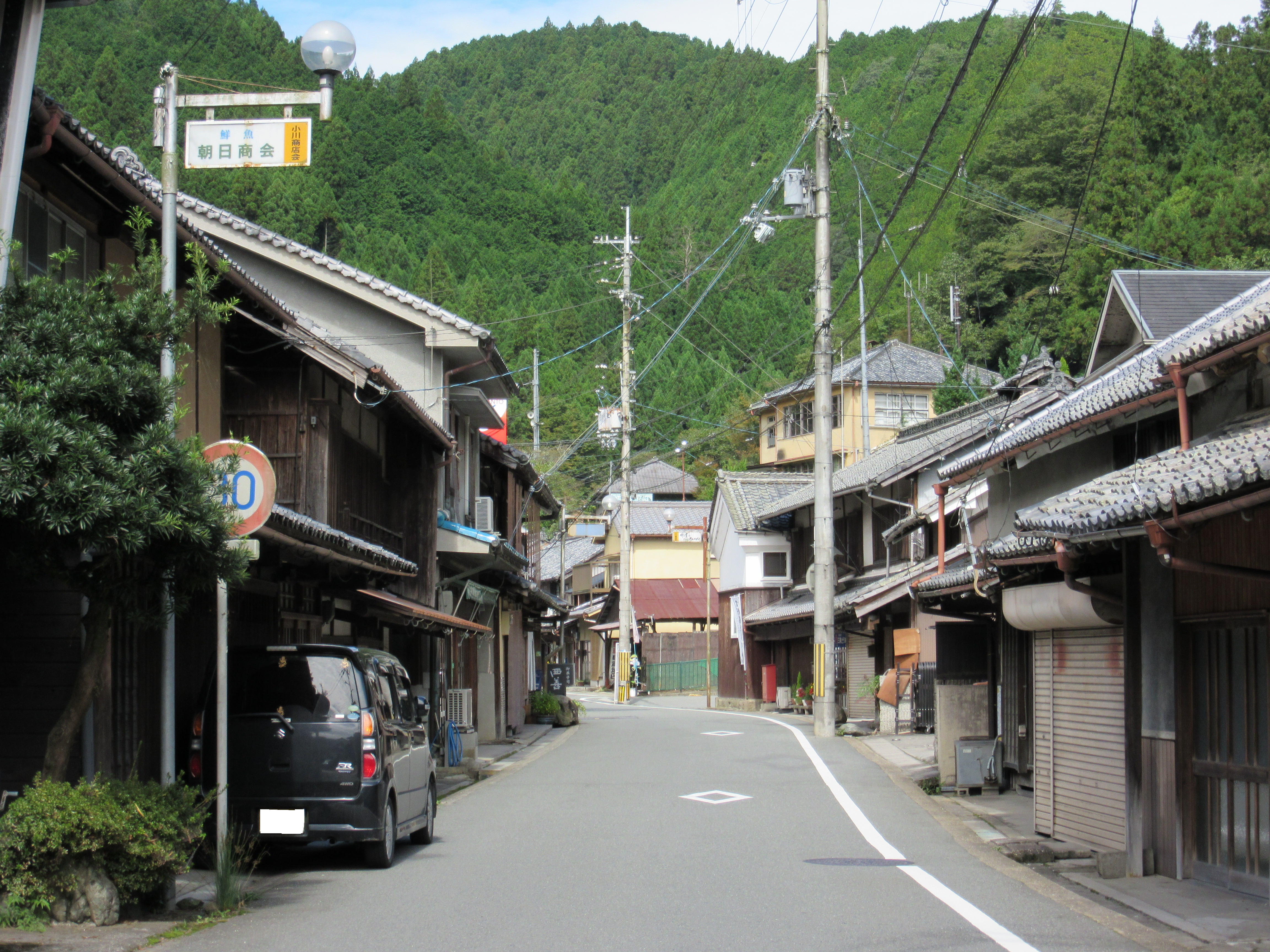
鷲家口の街並み

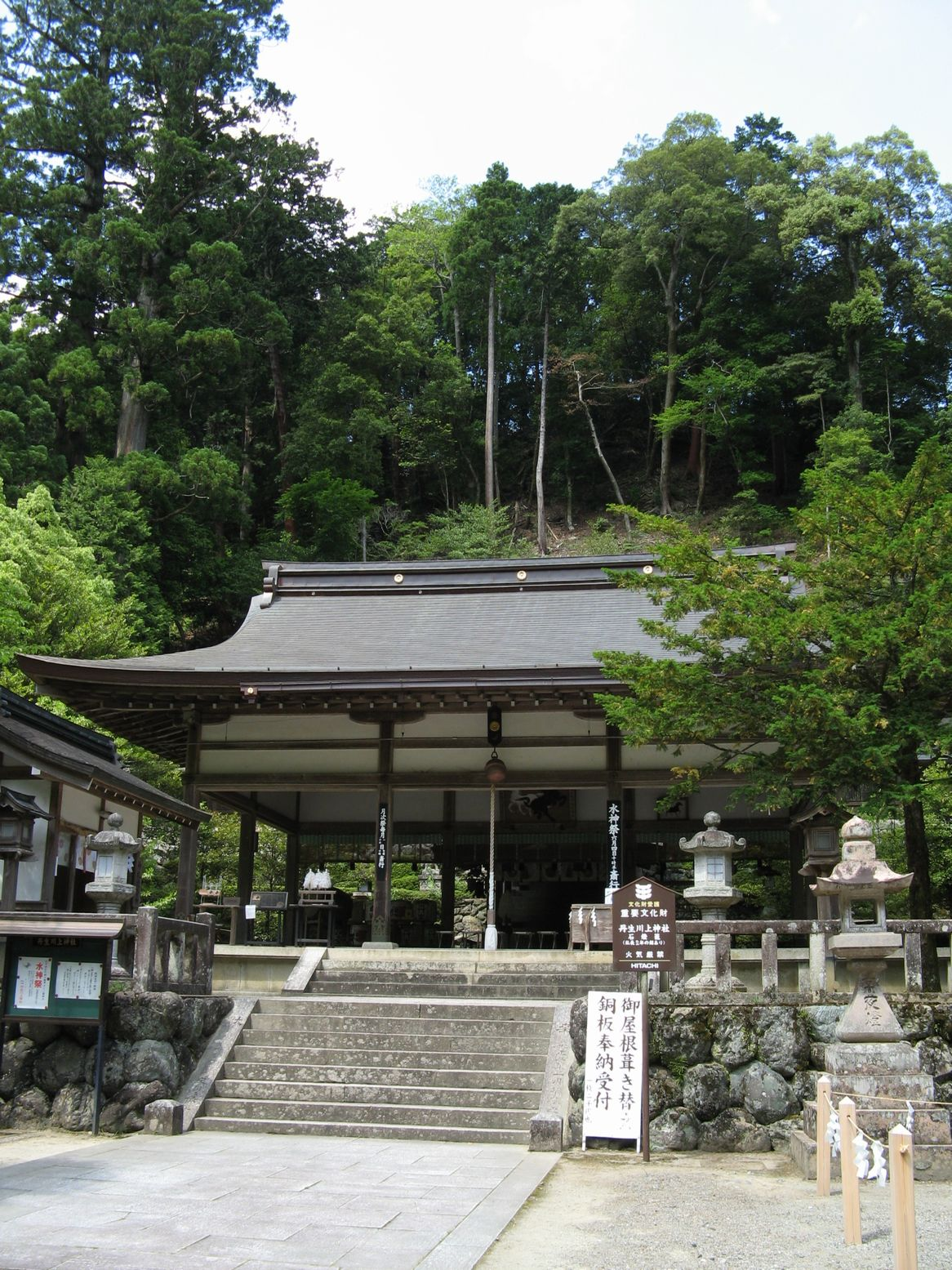
丹生川上神社中社

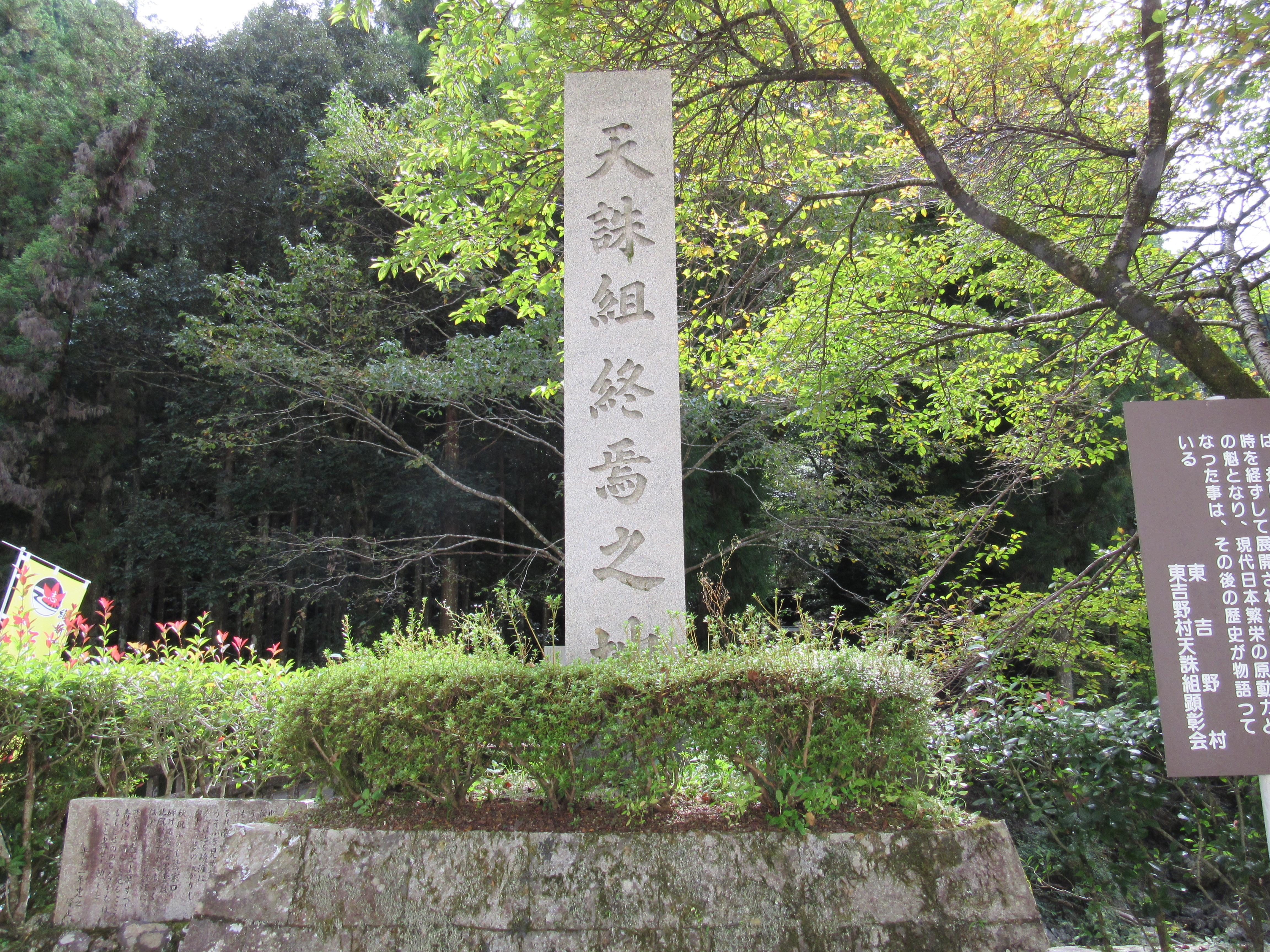
天誅組終焉の地碑

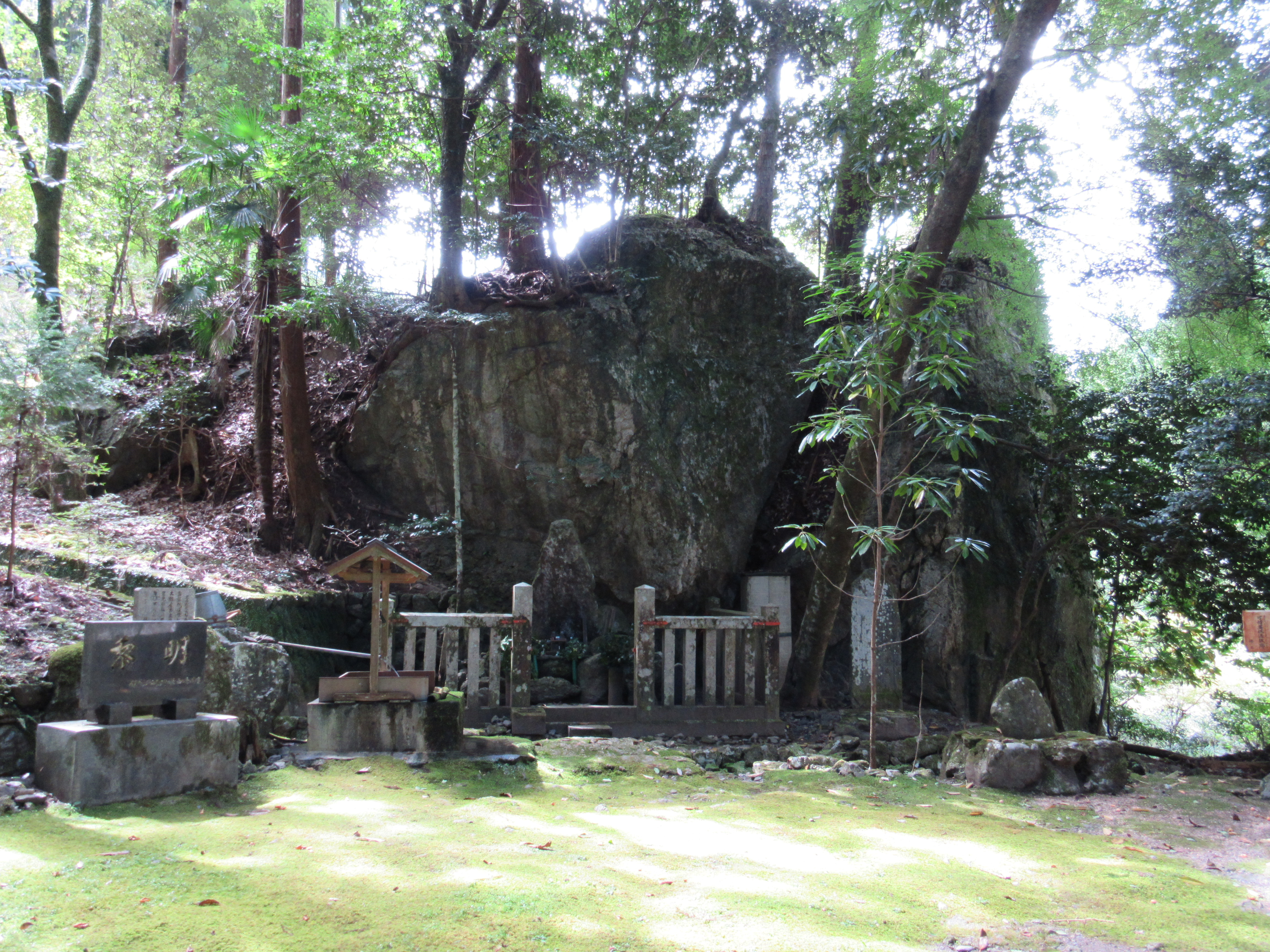
吉村寅太郎の墓地

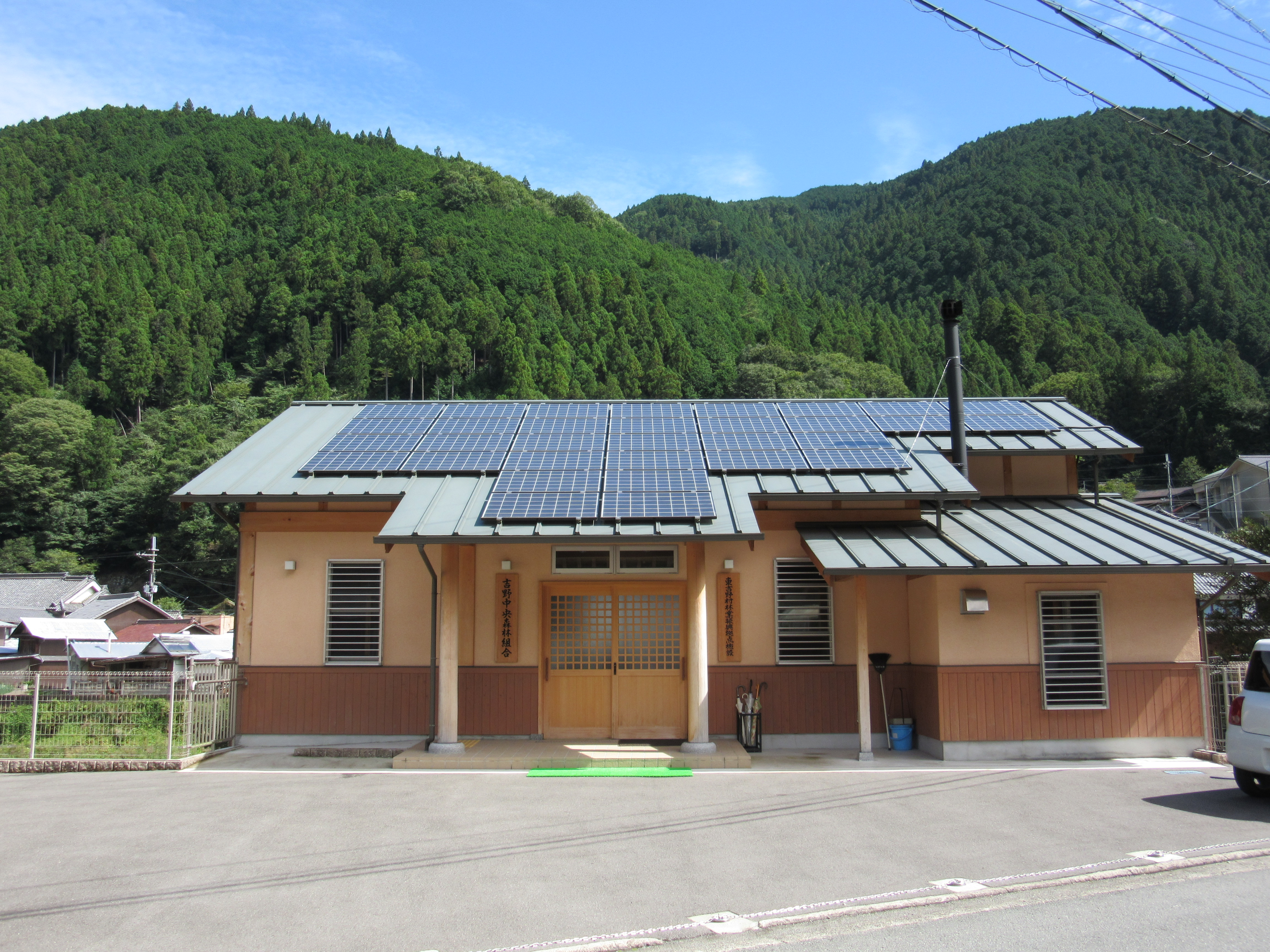
吉野中央森林組合本所

東吉野村（ひがしよしのむら）は、奈良県東部に位置する村。

## 地理
台高山脈の北辺・高見山の西側に位置する。伊勢街道を中心に発展してきた。

## 歴史
1863年 - 大和国五条で挙兵した天誅組が鷲家口で幕府側彦根藩兵と戦う。総裁の吉村寅太郎らが死亡し、天誅組は壊滅。
1905年 - 1月、鷲家口で日本国最後のニホンオオカミが捕獲される。現在は大英博物館で標本となっている。
2003年3月 - 宇陀郡6町村との合併が協議されるも5月に離脱、7月に改めて吉野郡7町村合併協議会（法定）に加入し、吉野郡8町村合併協議会となった。しかし大淀町・下北山村が離脱したため2004年3月に協議会が解散。その後、9月に吉野町・東吉野村合併協議会（法定）を設置するが2005年3月解散。

### 沿革
- 1958年3月1日 - 小川村・高見村・四郷村が合併して発足。

### 村域の変遷
| 1889年 | 1958年 - |          |
| ------ | -------- | -------- |
| 奈良県 |          |          |
| 吉野郡 |          |          |
| 四郷村 | 東吉野村 | 東吉野村 |
| 高見村 | 東吉野村 | 東吉野村 |
| 小川村 | 東吉野村 | 東吉野村 |

## 行政
- 吉野郡に属するが、行政面や交通面では宇陀市・宇陀郡との結びつきが強い。
  - 奈良県
    - 公安委員会警察本部桜井警察署管内
    - 県土マネジメント部宇陀土木事務所管内
- 村長：水本実（2006年5月14日就任、現在3期目）
- 議会：定数8人[1]

なお、衆議院議員選挙の選挙区は「奈良県第3区」、奈良県議会議員選挙の選挙区は「吉野郡選挙区」（定数：2）となっている。

### 姉妹都市・提携都市
- 高知県梼原町  1976年10月27日 友好町村盟約宣言
- 大阪府堺市 1986年10月18日 友好都市提携
- 高知県津野町  2007年4月18日 姉妹村の盟約締結
- 愛知県刈谷市  2013年7月1日 友好都市提携

## 経済

### 産業
- 木工業 - 吉野中央森林組合（本所は当村に所在）
- 名物・特産品

素麺、たあめん（小麦に吉野本葛を加えた手延べうどん）、ユズ（奨励作物）、朴の葉寿司、ヨモギ、山菜、アユ、アマゴ、ウナギ

### 銀行業者
- 南都銀行小川支店（小川）

### 農業協同組合
- 奈良県農業協同組合東吉野支店（鷲家） - JAバンクのATMも設置。

### 漁業協同組合
- 東吉野村漁業協同組合 - 村内の河川の管理。アユ、アマゴ、ウナギ。

### 日本郵便
（※2014年6月現在）
- 鷲家（わしか）郵便局（鷲家）
- 小川郵便局（小川） - 集配局。
- 高見郵便局（木津=こつ） - 元集配局。ゆうちょ銀行ATMのホリデーサービス実施局。
- 四郷（しごう）郵便局（三尾=みお）
- 平野簡易郵便局（平野）

当村の郵便番号は「633-23xx」「633-24xx」（いずれも小川郵便局が集配担当）。

## 地域

### 人口
| |                                          |  |
| 東吉野村と全国の年齢別人口分布（2005年） | 東吉野村の年齢・男女別人口分布（2005年） |  |
| ■紫色 ― 東吉野村 ■緑色 ― 日本全国 | ■青色 ― 男性 ■赤色 ― 女性                |  |
| 東吉野村（に相当する地域）の人口の推移 \| 1970年（昭和45年） \| 7,028人 \| \| \| 1975年（昭和50年） \| 6,251人 \| \| \| 1980年（昭和55年） \| 4,916人 \| \| \| 1985年（昭和60年） \| 4,187人 \| \| \| 1990年（平成2年） \| 3,723人 \| \| \| 1995年（平成7年） \| 3,336人 \| \| \| 2000年（平成12年） \| 2,909人 \| \| \| 2005年（平成17年） \| 2,608人 \| \| \| 2010年（平成22年） \| 2,143人 \| \| \| 2015年（平成27年） \| 1,745人 \| \| \| 2020年（令和2年） \| 1,502人 \| \| |                                          |  |
| 総務省統計局 国勢調査より |                                          |  |
| 1970年（昭和45年） | 7,028人                                  |  |
| 1975年（昭和50年） | 6,251人                                  |  |
| 1980年（昭和55年） | 4,916人                                  |  |
| 1985年（昭和60年） | 4,187人                                  |  |
| 1990年（平成2年） | 3,723人                                  |  |
| 1995年（平成7年） | 3,336人                                  |  |
| 2000年（平成12年） | 2,909人                                  |  |
| 2005年（平成17年） | 2,608人                                  |  |
| 2010年（平成22年） | 2,143人                                  |  |
| 2015年（平成27年） | 1,745人                                  |  |
| 2020年（令和2年） | 1,502人                                  |  |

- 人口増加率（2002年→2007年）：-11.6%

### 学校

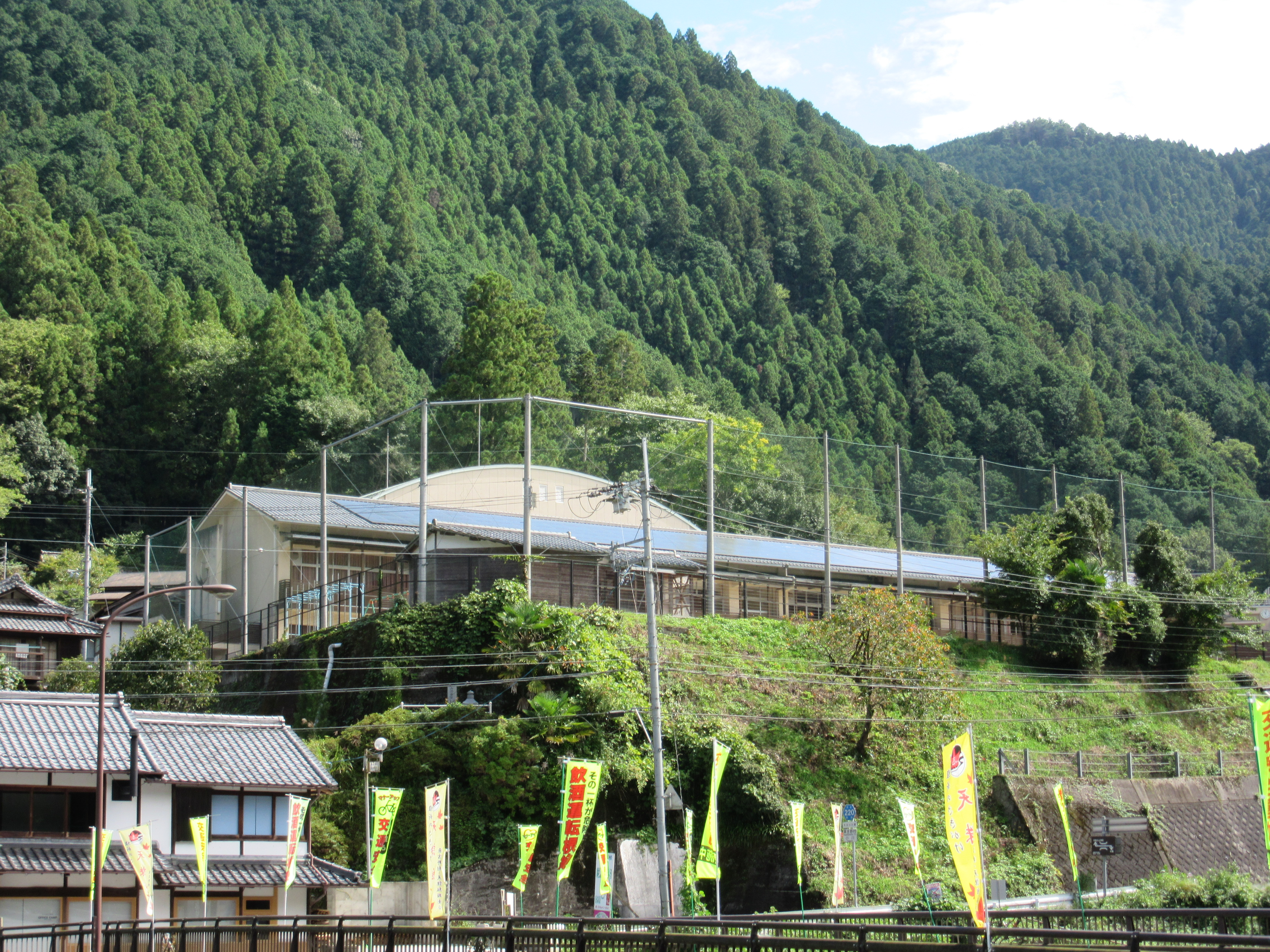
東吉野村立東吉野小学校

1958年の合併時には小学校9校、中学校3校が存在したが、現在は、それぞれ1校に統合されている。

#### 小学校
- 東吉野村立東吉野小学校（小川）

| 1958年           | 1963年           | 1964年           | 1977年           | 1979年           | 1982年           | 1983年           | 1991年 | 2005年 |
| ---------------- | ---------------- | ---------------- | ---------------- | ---------------- | ---------------- | ---------------- | ------ | ------ |
| 高見（第二分校） | 高見（第二分校） | 高見（日裏分校） | 高見（日裏分校） | 高見（日裏分校） | 高見（日裏分校） | 高見（日裏分校） | 高見   | 東吉野 |
| 高見             | 高見             | 高見             | 高見             | 高見             | 高見             | 高見             | 高見   | 東吉野 |
| 高見（第一分校） |                  | 高見             | 高見             | 高見             | 高見             | 高見             | 高見   | 東吉野 |
| 高見（第三分校） |                  | 高見             | 高見             | 高見             | 高見             | 高見             | 高見   | 東吉野 |
| 平野             |                  | 高見             | 高見             | 高見             | 高見             | 高見             | 高見   | 東吉野 |
| 伊豆尾           | 鷲家             | 鷲家             | 鷲家             | 高見             | 高見             | 高見             | 高見   | 東吉野 |
| 鷲家             | 鷲家             | 鷲家             | 鷲家             | 小川第一         | 小川第一         | 小川             | 小川   | 東吉野 |
| 小川第一         | 小川第一         | 小川第一         | 小川第一         | 小川第一         | 小川第一         | 小川             | 小川   | 東吉野 |
| 小川第三         | 小川第一         | 小川第一         | 小川第一         | 小川第一         | 小川第一         | 小川             | 小川   | 東吉野 |
| 小川第二         |                  |                  |                  |                  | 小川第一         | 小川             | 小川   | 東吉野 |
| 八幡             | 八幡             | 八幡             | 四郷             | 四郷             | 四郷             | 四郷             | 小川   | 東吉野 |
| 三河             |                  |                  | 四郷             | 四郷             | 四郷             | 四郷             | 小川   | 東吉野 |

##### 中学校
- 東吉野村立東吉野中学校（小栗栖）

| 合併前 | 1958年 | 1973年 |
| ------ | ------ | ------ |
| 小川村 | 小川   | 東吉野 |
| 四郷村 | 四郷   | 東吉野 |
| 高見村 | 高見   | 東吉野 |

#### 幼稚園
- 東吉野村立東吉野幼稚園（2008年4月に小川幼稚園と高見幼稚園を統合して発足）

## 交通

### 鉄道
当村には鉄道路線は無い。最寄り駅は、宇陀市の近鉄大阪線榛原駅。

### バス
- 奈交バス榛原営業所

近鉄大阪線榛原駅より、平日（1月2日～3日、8月13日～15日、12月30日～31日を除く）のみ当村本庁舎まで、6便運行している。
また、臨時便が運行されることがある。（サクラの季節に、天空の庭 高見の郷行きや、冬季に霧氷バス高見登山口行き）
15系統 古市場水分神社、菟田野経由東吉野村役場行き
- 東吉野村コミュニティバス「ふるさと号」[5]（かつての奈交バスの廃止代替バスで、いわゆる合法な白バス）

上記、奈交バスとの接続を考慮したダイヤが組まれており、奈交バスが運行されない休日には、宇陀市の菟田野まで運行される。菟田野からは、奈交バス10系統に接続。
また、村内各地を結んでいる。一部は予約制であるが、村外からの来訪者も利用可能である。定員は8人の車両と4人の車両がある。

### 東吉野村営榛原駐車場
宇陀市の榛原駅東部に所在する有料駐車場。村民以外も利用可能である。

### 道路

#### 国道
- 国道166号

#### 奈良県道

##### 主要地方道
- 奈良県道16号吉野東吉野線
- 奈良県道28号吉野室生寺針線

##### 一般地方道
- 奈良県道220号大又小川線
- 奈良県道221号小村木津線
- 奈良県道251号谷尻木津線

## 名所・旧跡・観光スポット・祭事・催事
- 丹生川上神社中社（蟻通神社）

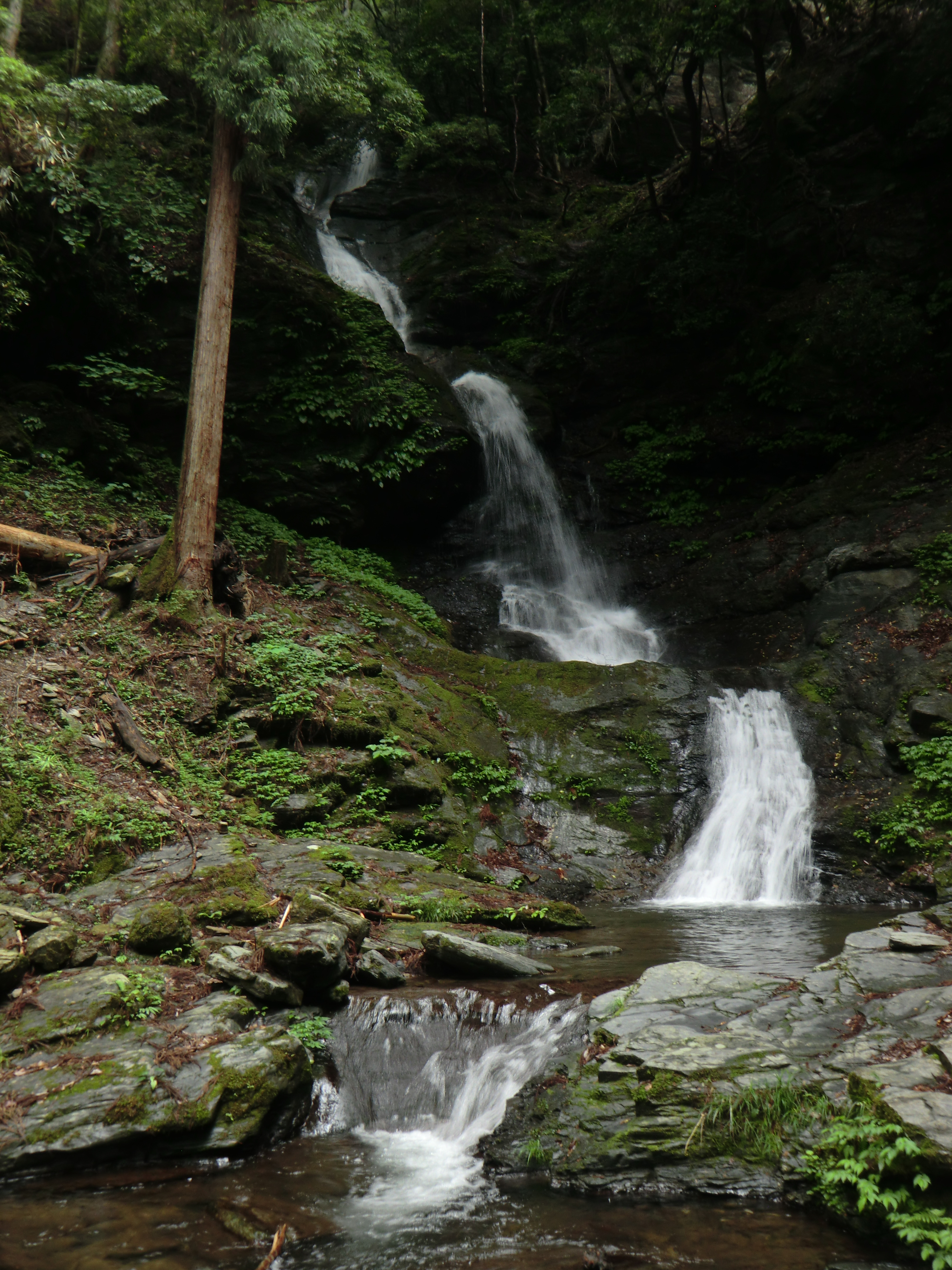
七滝八壺（日本遺産）

ニホンオオカミの像

  - 丹生川上中社のツルマンリョウ自生地 - 国の天然記念物
- 龍泉寺
- 天誅組終焉の地 - 碑
- 興禅寺 - 木造薬師如来坐像（国の重要文化財）
- 天照寺薬師堂
- 春戸城（小川城）跡
- 鳥見霊畤（まつりのにわ）
- 伊勢街道・道標
- ニホンオオカミの像

### 観光スポット
- たかすみの里
  - たかすみ温泉
- 高見公園キャンプ場
- 東吉野キャンプ場
- 天空の庭 高見の郷
- 東吉野ふるさと村
  - やはた温泉
- 吉野フォレストヒルズ 花ごころ
- 小さな道の駅 ひよしのさと
- 東吉野水力発電つくばね発電所
- 東吉野村民俗資料館
- 桧塚奥峰登山口 - 桧塚奥峰は三重県松阪市の山であるが、主要な登山口は東吉野村にある。
- 七滝八壺

## 著名な出身者
- ミス花子 - シンガーソングライター。
- 瀧川儀作 - 実業家・貴族院多額納税者議員（旧姓・梶岡）